# Quadro de medalhas dos Jogos Olímpicos de Verão de 1948

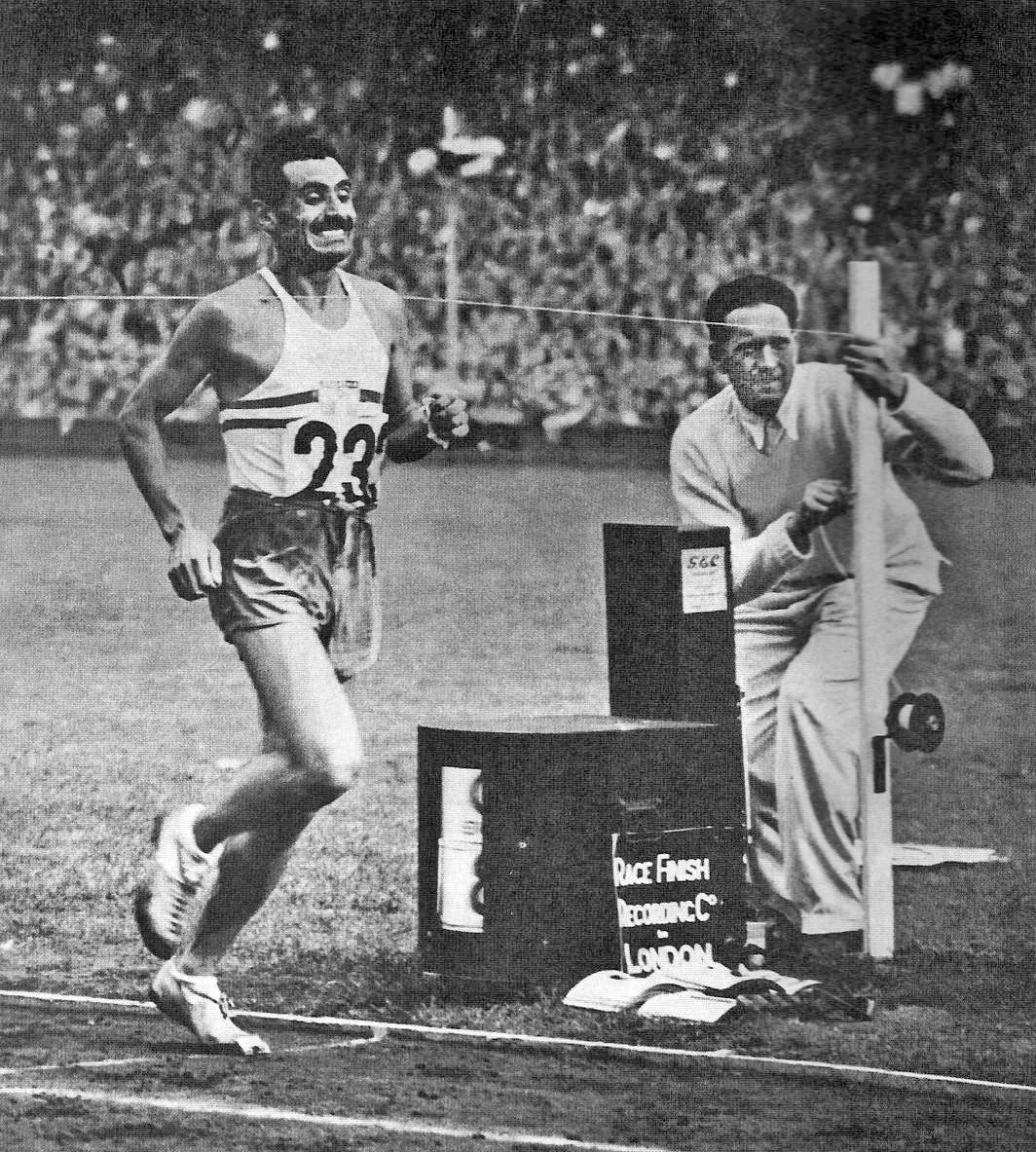
Delfo Cabrera da Argentina conquistando a maratona dos Jogos Olímpicos de Verão de 1948

Os Jogos Olímpicos de Verão de 1948 (também conhecidos como Jogos da XIV Olimpíada) foram um evento multiesportivo internacional realizado de 29 de julho a 14 de agosto de 1948, em Londres, Reino Unido. Foram os primeiros Jogos Olímpicos a ocorrer em doze anos, devido à Segunda Guerra Mundial (e era conhecido informalmente como "Os Jogos da Austeridade" - em grande parte devido aos países terem de trazer a sua própria comida devido à escassez na Grã-Bretanha), com Londres sendo escolhida como a cidade-sede em maio de 1946. Londres já havia sediado os Jogos Olímpicos de Verão de 1908 e deveria ter sediado o evento em 1944.
Um recorde de 59 nações foram representadas por 4 104 atletas, sendo 3 714 homens e 385 mulheres, em 19 modalidades esportivas. Após a Segunda Guerra Mundial, a Alemanha e o Japão permaneceram sob ocupação militar e ainda não haviam formado seu Comitê Olímpico Nacional, e, portanto, não foram convidados. A única grande potência do Eixo a participar dos Jogos foi a Itália. A União Soviética foi convidada a competir, mas optou por não enviar nenhum atleta, enviando observadores para se preparar para os Jogos Olímpicos de Verão de 1952. Após as ameaças de boicote de países árabes caso uma equipe israelense hasteasse sua bandeira na cerimônia de abertura, o Comitê Olímpico Internacional (COI) excluiu Israel dos Jogos por um critério técnico.
Vários países participaram pela primeira vez dos Jogos Olímpicos, incluindo Birmânia, Ceilão, Líbano, Porto Rico e Síria. As próprias medalhas olímpicas eram o desenho padrão do Trionfo usado para as medalhas olímpicas entre 1928 e 1968.
Somente no ano de 2010 que o belga Eugène Van Roosbroeck recebeu a medalha de ouro por sua participação na corrida de ciclismo de estrada, já que não houve pódio para os vencedores após a corrida e a equipe voltou à Bélgica dois dias após o evento sem receber medalhas.

## Quadro de medalhas

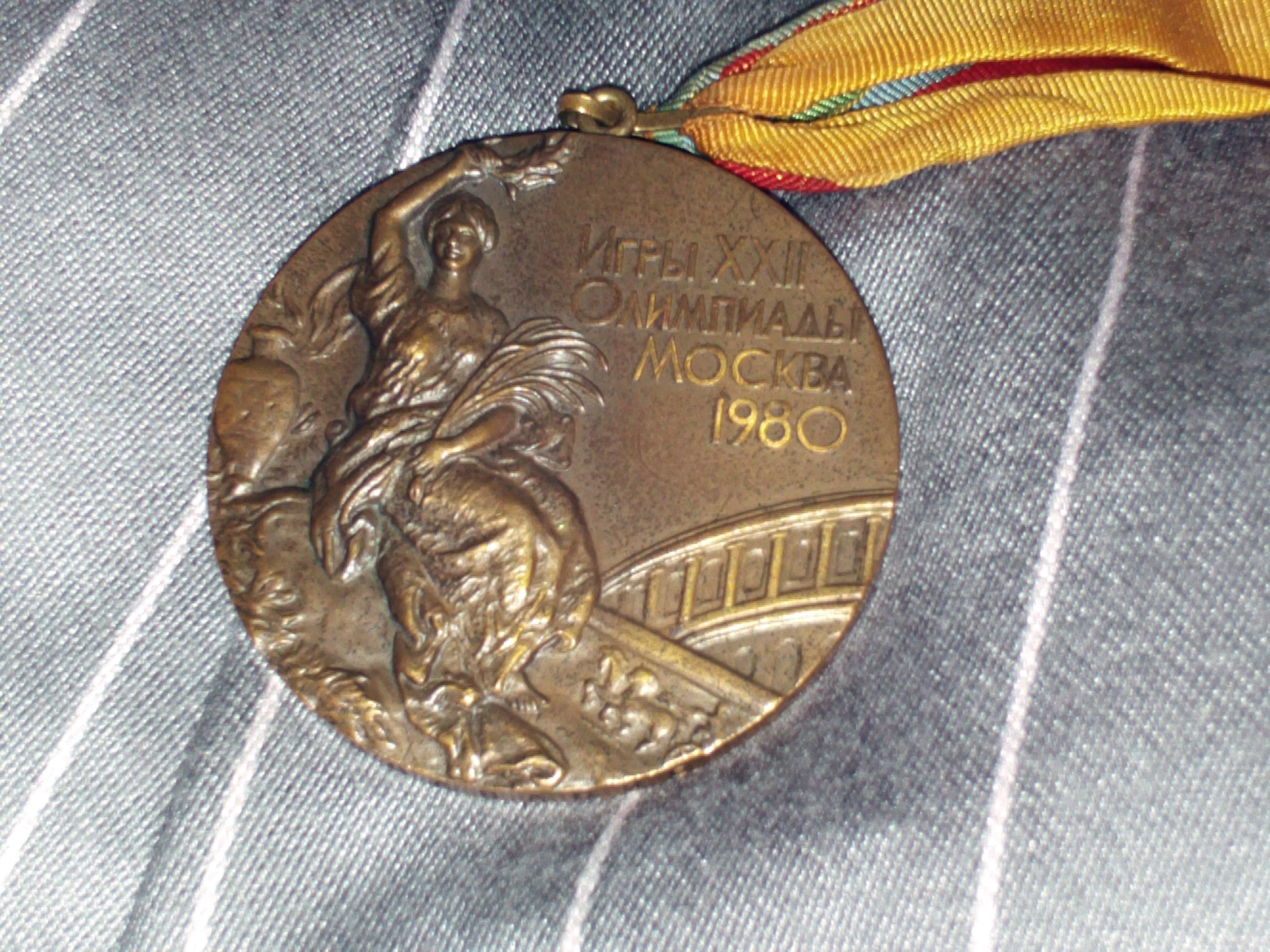
Uma medalha de bronze dos Jogos Olímpicos de Verão de 1980 com desenho semelhante à dos Jogos de 1948

Esta é a tabela completa da contagem de medalhas nos Jogos Olímpicos de Verão de 1948, com base na contagem de medalhas do Comitê Olímpico Internacional. Essas classificações são ordenadas pelo número de medalhas de ouro conquistadas por uma nação. O número de medalhas de prata é levado em consideração a seguir e, em seguida, o número de medalhas de bronze. Se, depois do anterior, os países ainda estiverem empatados, será dada uma classificação igual e eles serão listados em ordem alfabética. Essas informações são fornecidas pelo COI. No entanto, o COI não reconhece ou endossa qualquer sistema de classificação.
Nas provas de ginástica, houve três atletas colocados em primeiro lugar para o cavalo com alças masculino, com Paavo Aaltonen, Veikko Huhtanen e Heikki Savolainen recebendo medalhas de ouro para a Finlândia no mesmo evento, enquanto nenhuma medalha de prata ou bronze foi entregue. Enquanto isso, no salto masculino, três atletas terminaram juntos em terceiro lugar e receberam uma medalha de bronze cada, resultando na entrega de cinco medalhas para aquele evento.
México e Peru receberam suas primeiras medalhas de ouro.
| Ordem | País                  | Medalha de ouro | Medalha de prata | Medalha de bronze |    |
| ----- | --------------------- | --------------- | ---------------- | ----------------- | -- |
| 1     | USA Estados Unidos    | 38              | 27               | 19                | 84 |
| 2     | SWE Suécia            | 16              | 11               | 17                | 44 |
| 3     | FRA França            | 10              | 6                | 13                | 29 |
| 4     | HUN Hungria           | 10              | 5                | 12                | 27 |
| 5     | ITA Itália            | 8               | 11               | 8                 | 27 |
| 6     | FIN Finlândia         | 8               | 7                | 5                 | 20 |
| 7     | TUR Turquia           | 6               | 4                | 2                 | 12 |
| 8     | TCH Checoslováquia    | 6               | 2                | 3                 | 11 |
| 9     | SUI Suíça             | 5               | 10               | 5                 | 20 |
| 10    | DEN Dinamarca         | 5               | 7                | 8                 | 20 |
| 11    | NED Países Baixos     | 5               | 2                | 9                 | 16 |
| 12    | GBR Grã-Bretanha      | 3               | 14               | 6                 | 23 |
| 13    | ARG Argentina         | 3               | 3                | 1                 | 7  |
| 14    | AUS Austrália         | 2               | 6                | 5                 | 13 |
| 15    | BEL Bélgica           | 2               | 2                | 3                 | 7  |
| 16    | EGY Egito             | 2               | 2                | 1                 | 5  |
| 17    | MEX México            | 2               | 1                | 2                 | 5  |
| 18    | RSA África do Sul     | 2               | 1                | 1                 | 4  |
| 19    | NOR Noruega           | 1               | 3                | 3                 | 7  |
| 20    | JAM Jamaica           | 1               | 2                |                   | 3  |
| 21    | AUT Áustria           | 1               |                  | 3                 | 4  |
| 22    | IND Índia             | 1               |                  |                   | 1  |
| 22    | PER Peru              | 1               |                  |                   | 1  |
| 24    | YUG Iugoslávia        |                 | 2                |                   | 2  |
| 25    | CAN Canadá            |                 | 1                | 2                 | 3  |
| 26    | URU Uruguai           |                 | 1                | 1                 | 2  |
| 26    | POR Portugal          |                 | 1                | 1                 | 2  |
| 28    | CEY Ceilão            |                 | 1                |                   | 1  |
| 28    | CUB Cuba              |                 | 1                |                   | 1  |
| 28    | ESP Espanha           |                 | 1                |                   | 1  |
| 28    | TRI Trinidad e Tobago |                 | 1                |                   | 1  |
| 32    | KOR Coreia do Sul     |                 |                  | 2                 | 2  |
| 32    | PAN Panamá            |                 |                  | 2                 | 2  |
| 34    | BRA Brasil            |                 |                  | 1                 | 1  |
| 34    | IRI Irã               |                 |                  | 1                 | 1  |
| 34    | POL Polônia           |                 |                  | 1                 | 1  |
| 34    | PUR Porto Rico        |                 |                  | 1                 | 1  |

Fonte: ESPN